# Don Juan (film, 2022)
Pour les articles homonymes, voir Don Juan (homonymie).
Pour plus de détails, voir Fiche technique et Distribution.
Don Juan est un film français réalisé par Serge Bozon et sorti en 2022.

## Synopsis
Le mythe de Don Juan, mais inversé.

## Fiche technique
Sauf indication contraire, les informations mentionnées dans cette section peuvent être confirmées par les bases de données cinématographiques IMDb et Allociné,  présentes dans la section « Liens externes ».
- Titre : Don Juan
- Réalisation : Serge Bozon
- Scénario : Serge Bozon et Axelle Ropert
- Musique : Benjamin Esdraffo
- Photographie : Sébastien Buchmann
- Montage : François Quiqueré
- Décors : Pascale Consigny
- Costumes : Delphine Capossela
- Producteurs : David Thion et Philippe Martin
- Sociétés de production : Les Films Pelléas et Frakas Productions
- Société de distribution : ARP sélection
- Pays de production :  France
- Langue originale : français
- Format : couleur - 1,66:1
- Genre : comédie dramatique et film musical
- Durée : 100 minutes
- Dates de sortie :
  - France : 23 mai 2022 (Festival de Cannes) et en salles

## Distribution
Sauf indication contraire, les informations mentionnées dans cette section peuvent être confirmées par les bases de données cinématographiques IMDb et Allociné,  présentes dans la section « Liens externes ».
- Tahar Rahim : Laurent
- Virginie Efira : Julie
- Damien Chapelle : Naël
- Jehnny Beth : la metteuse en scène
- Alain Chamfort : l'homme tranquille
- Louise Ribiere : Marina
- Colline Libon : l'habilleuse
- Elsa Esnoult : la passante qui chante
- Marie Desgranges : la maire
- Syrus Shahidi : le premier barman
- Guillaume Verdier : le deuxième barman
- Bernard Eisenschitz : un spectateur

## Accueil

### Accueil critique
En France, le site Allociné propose une moyenne de 3,1/5 à partir de l'interprétation des critiques de presse recensées.

## Distinction
- Festival de Cannes 2022 : sélection Cannes Premières[3]